# Agathe Bonitzer
Agathe Bonitzer (Paris, 24 de abril de 1989) é uma atriz francesa, conhecida pelo papel de Esther na série Osmosis.